# اینیگو ولز
اینیگو ولز (انگلیسی: Iñigo Vélez؛ زادهٔ ۱۵ مارس ۱۹۸۲) بازیکن فوتبال اهل اسپانیا است.
از باشگاه‌هایی که در آن بازی کرده‌است می‌توان به باشگاه فوتبال رئال مورسیا، باشگاه فوتبال نومانسیا، باشگاه فوتبال اتلتیک بیلبائو، باشگاه فوتبال ایبار، و باشگاه فوتبال خرز اشاره کرد.